# Шуашнур
 Шуашнур  — опустевшая деревня в Медведевском районе Республики Марий Эл. Входит в состав Кузнецовского сельского поселения.

## География
Находится на расстоянии приблизительно 14 км по прямой на северо-восток от города Йошкар-Ола.

## История
Была известна с 1723 года как марийская деревня с 13 жилыми дворами (88 мужчин). В 1763 году здесь (уже Шуашнур) проживали 158 человек, в 1905 году было 42 двора, проживали 206 человек, в 1967 11 хозяйств и 50 жителей. В советское время работал колхоз «У корно» и совхоз «Семеновский».

## Население
Население не было учтено как в 2002 году, так и в 2010.